# 1137.
◄ | 11. stoljeće | 12. stoljeće | 13. stoljeće | ►
◄ | 1100-ih | 1110-ih | 1120-ih | 1130-ih | 1140-ih | 1150-ih | 1160-ih | ►
◄◄ | ◄ | 1134. | 1135. | 1136. | 1137. | 1138. | 1139. | 1140. | ► | ►►
Arhitektura • Astronomija • Knjige • Književnost • Kršćanstvo • Medicina • Pravo • Promet • Znanost

## Smrti
- 1. kolovoza – Ljudevit VI., francuski kralj (* 1081.)

## Vanjske poveznice
|  | Zajednički poslužitelj ima još gradiva o temi 1137. |